# Vint
El vint és un nombre natural parell, segueix el dinou i va abans del vint-i-u. S'escriu 20 en xifres àrabs, XX en les romanes i 二十 en les xineses.
El nom prové del llatí viginti. L'ordinal és vintè o vigèsim. Un grup de vint és una vintena. Vintejar o vintenejar és estar a prop dels vint anys. Vintenni és un període de vint anys.
La base 20 (sistema vigesimal) està a l'arrel de molts sistemes de numeració (ja que 20 són els dits de mans i peus que s'usaven per comptar). Restes d'això encara es troben al francès, en les paraules per designar determinats nombres (el 80 per exemple), i encara més en el basc, que anomena el 40, 60 i 80 com a múltiples de 20.
Un políedre regular amb 20 cares triangulars és un icosàedre.
Ocurrències del vint:
- És el nombre atòmic del calci.

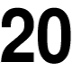
Vint

- Hi ha 20 possibles primers moviments als escacs.
- En el Cub de Rubik, el número 20 s'anomena el 'número de Déu', perquè és el nombre màxim de moviments que cal fer per a solucionar-lo, en qualsevol posició.[4]
- La majoria d'edat al Japó és als 20 anys, no als 18.[5]
- Les noces de porcellana se celebren als 20 anys.[6]
- Una persona té vint dents de llet.[7]
- Designa l'any 20, el 20 aC i la dècada del 1920.
- El nombre 20 es pot expressar com a producte de dos nombres naturals consecutius: 20=4·5. I, per tant, com a quocient de factorials: 20=5!/3!